# Arístides Rodríguez
Miguel Arístides Rodríguez fue un futbolista argentino nacionalizado ecuatoriano, que jugó para  Deportivo Quito, la Liga Deportiva Universitaria de Portoviejo y para Emelec, en Ecuador.
Fue director técnico de la Selección Juvenil del Oro, con la que quedaron campeones nacionales.
Se casó con Mónica Gallardo Moscoso con quien tuvo dos hijos varones. Fue también hermano político del comunicador deportivo Fabián Gallardo.
El 26 de mayo de 2019 falleció en la ciudad de Piñas, El Oro, donde se encontraba afincado desde hace décadas.